# Gunnhild Øyehaug
Gunnhild Øyehaug (Volda, 9 de enero de 1975) es una escritora, poetisa y académica noruega que debutó con Slaven av blåbæret en 1998; ha incursionado en varios géneros como la novela, cuento, poesía y ensayo. En 2009 recibió el Premio Dobloug de la Academia Sueca.

## Obras
- Slaven av blåbæret – poemario (1998). ISBN 8252150861
- Knutar – colección de cuentos (2004). ISBN 8202239966
- Stol og ekstase – ensayo e historias cortas (2006). ISBN 9788202258962
- Vente, blinke: eit perfekt bilete av eit personleg indre – ensayo (2008). ISBN 9788205385726
- Undis Brekke – novela (2014). ISBN 9788205457713